# Händel-Gesellschaft

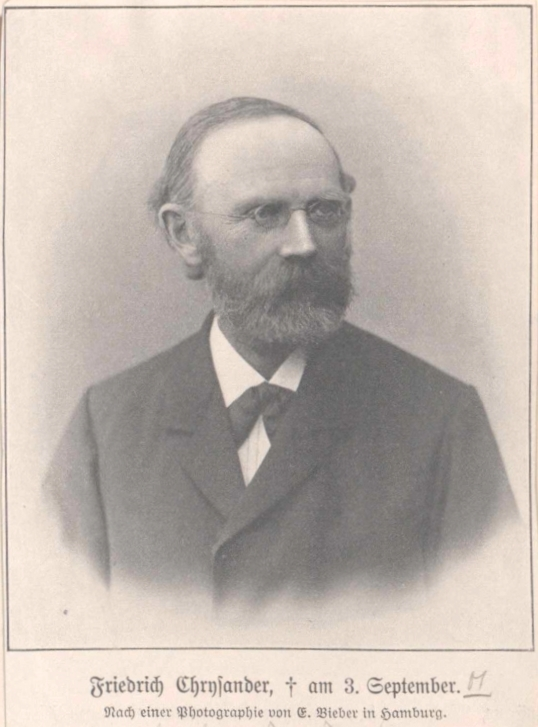
Friedrich Chrysander

La Händel-Gesellschaft és una empresa dedicada a publicar una col·lecció sobre les obres de Georg Friedrich Händel. Entre 1858 i 1902 creà una col·lecció de 105 volums de les seves obres. Tot i que la col·lecció va ser iniciada per la societat, molts dels volums van ser publicats per Friedrich Chrysander que treballava de manera independent (Chrysander fou el principal col·laborador de gairebé tot dels volums). El redactat que apareix en la portada dels volums és "Georg Friedrich Händel's Werke. Ausgabe der Deutschen Händelgesellschaft" ("Obres de Georg Friedrich Händel. Edició de la Deutschen Händelgesellschaf". La feina de Chrysander ha estat criticada, tanmateix la dimensió de la seva tasca també es va elogiar. L'abreviatura de la col·lecció "HG" es fa servir per a identificar obres individuals de Händel; per exemple, el El Messies de Händel pot tenir la indicació de "HG xlv" (amb els números romans "xlv" que indiquen que l'obra està en el volum 45). Per a un ús pràctic, el sistema HG ha estat superat pel sistema de numeració de l'HWV. Els 105 volums no contenen les obres completes de Händel amb, almenys, 250 de les seves obres no publicades en la col·lecció.

## Història
Abans de la Händelgesellschaft, com a mínim, es van editar dues col·leccions de les obres de Händel. La col·lecció de 180 volums de Samuel Arnold produïda entre 1787 i 1797—tanmateix, força incompleta, ja que, per exemple, només incorporava cinc de les 42 òperes italianes de Händel. L'altra col·lecció important va ser promoguda per l'English Handel Society (fundada per Sir George Macfarren) entre 1843 i 1858—tot i que també era bastant incompleta.
El 1856, la Händel-Gesellschaft va ser fundada per Chrysander i l'historiador Georg Gottfried Gervinus (amb Chrysander com a l'únic editor actiu).

## La societat
Malgrat la referència a una "societat" dins la denominació del Händel-Gesellschaft (incloent-hi una junta directiva), l'edició va ser produïda gairebé tota per Chrysander, qui va tirar endavant la publicació de l'edició fins i tot quan la societat va abandonar el projecte. Chrysander s'instal·là l'oficina al jardí de casa seva, i a partir de 1862 supervisà personalment el gravat i la impressió de l'edició. A més, va vendre fruites i verdures conreades en el seu jardí per obtenir més ingressos durant els anys de la publicació.
El primer volum (1858) va ser preparat per Julius Rietz (tot i que amb uns resultats que van displaure a Chrysander). Max Seiffert col·laborà en edicions posteriors.
A causa de la seva major comprensió que les col·leccions anteriors, l'edició de Händel-Gesellschaft va ser considerada durant molt temps la referència estàndard de les obres de Handel. Quan el Hallische Händel-Ausgabe va ser inaugurat el 1955, al principi va ser pensat com un complement de l'obra de Chrysander, i només més tard (el 1958) es va convertir en una edició crítica completa per dret propi.
Com aquesta col·lecció era més completa que altres d'anteriors, durant molt temps la Händel-Gesellschaft fou considerada l'edició de referència per a les obres de Händel. Quan el Hallische Händel-Ausgabe va ser inaugurat el 1955, que inicialment fou considerada com un suplement de l'obra de Chrysander, i només uns anys després (1958) esdevendria una edició crítica per mèrits propis.